# Jules Romains
Jules Romains, Louis Henri Jean Farigoule (26 de agosto de 1885, Saint-Julien-Chapteuil, (Haute-Loire) - 14 de agosto de 1972, Paris) foi um poeta e escritor francês, membro da l'Académie française, fundador do Unanimismo.
”Se a nossa época, a nossa civilização, se precipita para a catástrofe, não é tanto por cegueira, mas mais por preguiça e por falta de mérito”.

## Principais obras

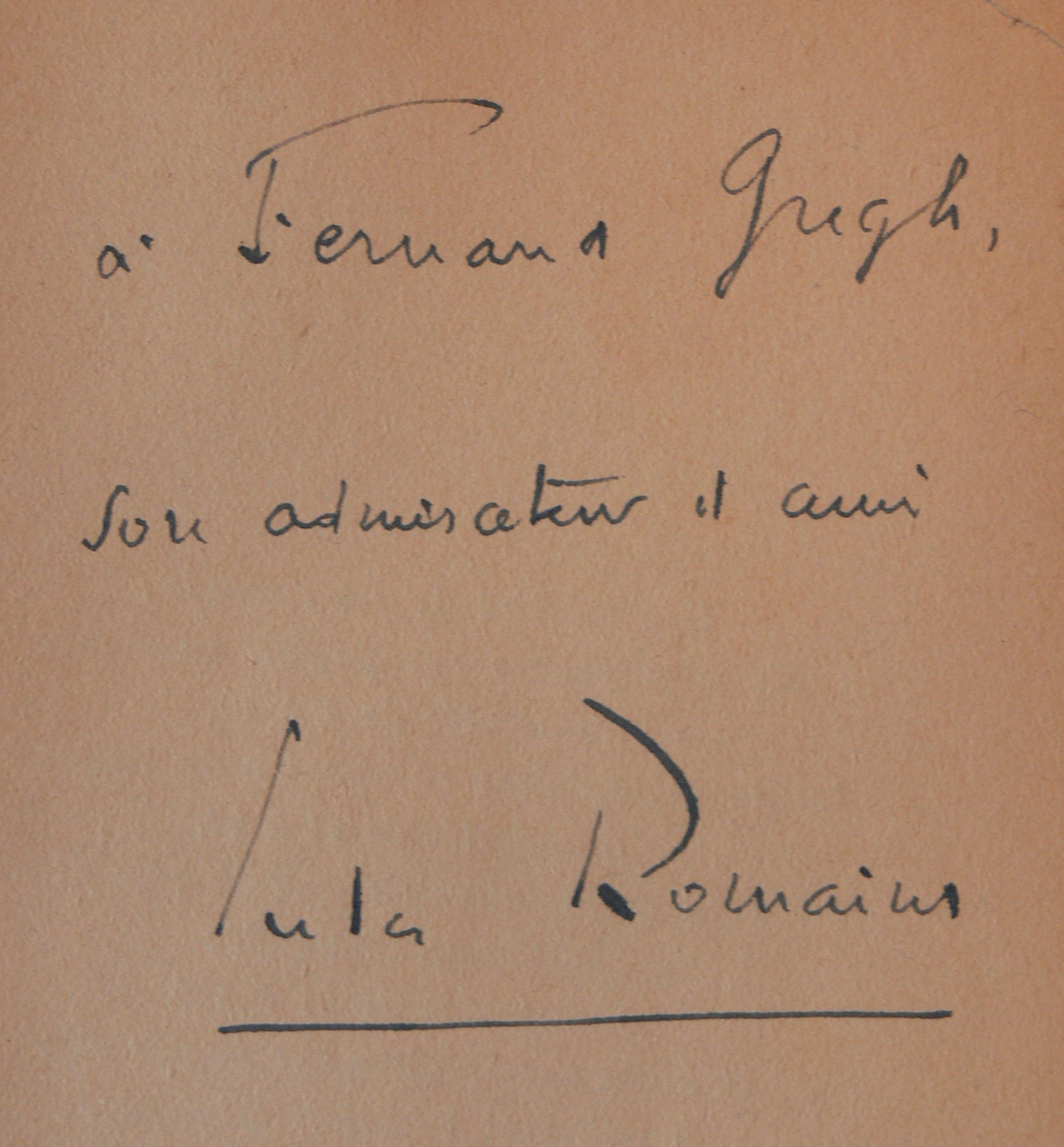
Dedicatória de Jules Romains a Fernand Gregh.

- L'Ame des Hommes, poesia (Crès, 1904)
- La Vie unanime, poesia (Abbaye, 1908 et Mercure de France, 1913)
- Premier livre de prières, (Verso e prosa, 1909)
- Un être en marche, poesia (Mercure de France, 1910)
- Morte de alguém - no original Mort de quelqu'un, romance (1911)
- Sur les quais de la Villette, romance ( Eugène Figuière, 1914)
- Odes et prières, poesia (Mercure de France, 1913 et N.R.F., 1923)
- Les Copains, romance (1913)
- Europe, poesia (N.R.F., 1916)
- Les quatre saisons, poesia (1917)
- La Vision extra-rétinienne et le sens paroptique, tratado (1920)
- Knock ou le triomphe de la médecine, teatro (1923)
- Monsieur Le Trouhadec saisi par la débauche, teatro  (1923)
- Psyché (Lucienne ; Le Dieu des corps ; Quand le navire...), trilogia romanesca (1922-1929)
- Le couple France Allemagne (1934)
- Les Hommes de bonne volonté, ciclo romanesco em 27 volumes (1932-1946)